# Arts visuels punk
Si aujourd'hui l'idéologie et le mouvement punk demeurent majoritairement associés à une forme musicale, ils émanent originellement d'une volonté contestataire et d'une attitude en soi. Apparu à New York et à Londres au milieu des années 1970, le punk gagne peu à peu le reste du monde,  où il est rapidement adapté selon les revendications politiques, économiques et sociales du pays. Par son esthétique vestimentaire provocante et son style musical distinctif, le punk est souvent associé, dans l'imaginaire collectif, à des genres musicaux et vestimentaires en vogue à New York en 1975 et  Londres en 1976. Notons toutefois que le mouvement punk a également été prolifique dans d'autres domaines artistiques, tels que les arts visuels, les arts performatifs et la littérature. Ainsi, pour Gerald Matt, le punk s’est manifesté « différemment mais de manière cohérente » dans différentes sphères culturelles. Le punk a également conduit à la naissance de plusieurs mouvements : new wave, no wave, dark wave, industriel, hardcore, queercore, etc. De plus, la notion de collectif (groupes d'artistes et groupes de musique) est très présente dans l'art punk et dans la musique punk. Bien que les performances inter-médias et les collaborations entre artistes visuels, poètes et musiciens aient fleuri dans les années 1960, la fusion de plusieurs formes d'art atteint un nouveau sommet avec le punk. 

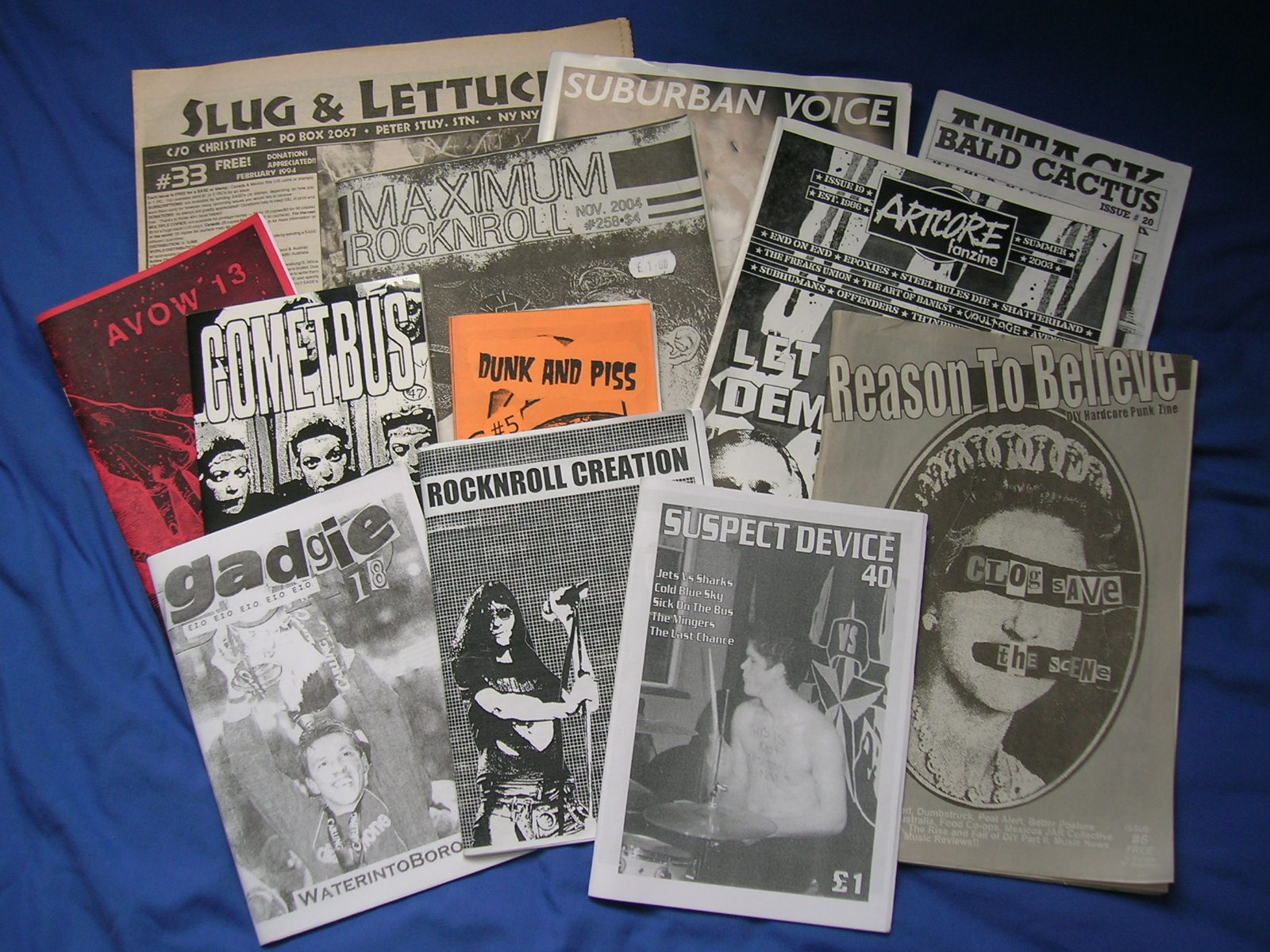
Couvertures de fanzines punk.

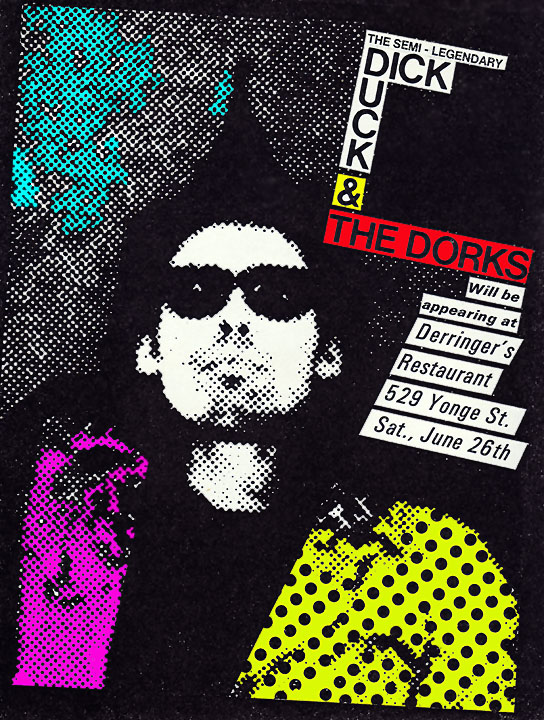
Tract annonçant un concert punk

Les arts visuels sont bien présents dans le courant punk. On associe à la culture underground punk et au mouvement No wave certains types d'œuvres d'art. Elles ornent souvent les pochettes d'albums de punk rock, les tracts de concerts et les zines. L'art punk est aussi présenté dans des galeries d'art et des espaces d'exposition. En effet, l'esthétique punk était un courant dominant de 1982 à 1986 dans les nombreuses galeries d'art contemporain de l'East Village de Manhattan.

## L'esthétique punk
L'esthétique principale de l'art visuel punk est de choquer et/ou de rendre perplexe le spectateur afin de créer un sentiment de défi, d'empathie ou de répulsion chez les spectateurs, souvent en utilisant un ton cynique ou sarcastique. Les caractéristiques associées au collage punk sont l'utilisation de couleurs sombres, de formes, d'images et de lettres découpées dans des journaux et des magazines : une technique précédemment associée au collage Dada et aux notes de rançon de kidnapping. Un exemple marquant de ce style est la couverture de l'album Never Mind the Bollocks des Sex Pistols, conçue par Jamie Reid.

L'artiste originaire de Los Angeles, Mark Vallen, a déclaré :
Le punk avait une esthétique unique et complexe. Il était imprégné de valeurs provocatrices et vénérait ce qui était considéré comme laid. Le look punk était conçu pour déranger et perturber la complaisance heureuse de la société en général. En dehors de l'affirmation anti-mode du punk – vêtements déchirés et épingles à nourrice –, cette impulsion indignée n'a jamais été aussi évidente que sur les pochettes d'albums punk.
L’art visuel punk véhicule des messages anticonformistes, anti-establishment et anticapitalistes.  Ces  derniers sont partie prenante des thèmes centraux qui caractérisent les idéologies punk. Selon Marie Arleth Skov, doctorante à l’Université de Copenhague et auteure de la thèse Punk Art : An Exploration,  « [d]ans l’épine dorsale de la culture punk, il y a le désir de faire exactement le contraire de ce que le public ou les médias en sont venus à attendre. »   L’art visuel punk est constitué d’humour, de confrontation envers les diktats de la société, et demeure dénudé d’hypocrisie ou de prétention.  

## L'idéologie punk
L'Internationale Situationniste (IS) a opéré une influence précoce sur la sous-culture punk au Royaume-Uni. Née en Europe continentale dans les années 1950, l'IS était un mouvement politique d'avant-garde qui cherchait à reprendre les idéaux de l'art surréaliste et à les utiliser pour construire des situations sociales nouvelles et radicales. Malcolm McLaren a introduit les idées situationnistes dans le punk par le biais de sa gestion du groupe Sex Pistols. La créatrice de mode Vivienne Westwood, partenaire de McLaren et styliste du groupe, a exprimé les idéaux situationnistes par le biais de la mode destinée à provoquer une réponse sociale spécifique. Les groupes subversifs mancuniens des années 1990 DUST et 15 % Pus, ont organisé des promenades psychogéographiques dans Hulme et créé des collages humains à partir de panneaux routiers dans le cadre de ce qui est devenu le "psycho-spectre". Les pochettes d'album de l'artiste Jamie Reid étaient ouvertement situationnistes.
À l'origine, la contre-culture punk est née de l'angoisse de la classe ouvrière et des frustrations ressenties par de nombreux jeunes face aux inégalités économiques, à l'hypocrisie de la bourgeoisie et à la négligence des travailleurs et de leurs luttes. La contre-culture punk est principalement concernée par des concepts tels que l'anticapitalisme, l'entraide, le refus de la vente, l'égalitarisme, l'humanitarisme, l'antiautoritarisme, l'anticonsumérisme, l'anti-corporatisme, le pacifisme, la décolonisation, l'anticonservatisme, l'anti-mondialisation, l'antigentrification, l'antiracisme, l'égalité des sexes, l'égalité raciale, les droits à la santé, les droits civils, les droits des animaux, les droits des personnes handicapées, la libre pensée et le non-conformisme. L'un de ses principaux principes est le rejet de la culture de masse. Son idéologie évolue à mesure que le mouvement s'est répandu en Amérique du Nord depuis ses origines en Angleterre et à New York et qu'il a adopté une série de systèmes de croyances antiracistes et antisexistes. Les idéologies punk s'inscrivent dans une mouvance politique de gauche et se soulèvent contre de l'idéologie autoritaire de droite et le fascisme.  
En matière artistique, l'idéologie punk s'exprime par la musique et les paroles de chansons, la littérature punk comme les fanzines amateurs, les performances ou les enregistrements de spoken word, la mode punk ou les arts visuels punk.  
Certains punks participent à des actions directes, telles que la perturbation de protestations ou de manifestations, la violence politique, le sabotage, les barricades de rue, le squat, la radio pirate, l'énergie hors réseau, les graffitis, le vandalisme et la destruction de biens publics et commerciaux. Action indirecte par la contre-propagande, les protestations ou les boycotts. Ils soutiennent et squattent des maisons collectives urbaines et rurales avec des fonds de groupe détenus en commun. 
Une attitude commune dans la contre-culture punk est le rejet de la société de consommation, y compris la musique commerciale radiophonique, et de la culture capitaliste en général. L'idéal du do it yourself (DIY) est courant dans la scène punk, notamment pour la conception et la distribution de musique, la promotion de concerts et la photocopie de magazines, d'affiches et de tracts.  

## L'art punk à New York
Dans la ville de New York au milieu des années 1970, la musique punk a créé plusieurs liens avec la scène artistique No wave dans le quartier du Lower East Side, cœur de la scène downtown new-yorkaise.  En 1978, de nombreux artistes plasticiens habitués du Tier 3, du CBGB et d'autres lieux de musique punk ont participé à des expositions d'art punk à New York. Parmi les premières expositions d'art punk, citons The Times Square Show en 1980, organisée par Colab,,,et New York New Wave au PS1 en 1981. L'art punk a trouvé un foyer permanent dans le Lower East Side avec la création de la galerie ABC No Rio en 1980.
Au début des années 1980, Lower East Side Village à New-York  se présente comme un lieu singulier. New York frôle la faillite; la contestation punk du milieu des années 1970 se transforme en une nouvelle sensibilité artistique, que certains appelaient No wave ou postmodernisme). Le mouvement préfère l’art et le monde des idées au nihilisme. 
C'est dans ce contexte que Richard Hambleton débarque à New York. En puisant dans ce que le punk a de plus viscéral, il crée un « art urbain » dans le but de construire des expériences réelles provoquant des sensations de frayeur. S'inspirant du terrorisme poétique, conceptualisé par le mouvement situationniste, la création de plus de 450 silhouettes masculines noires grandeur nature dans des embrasures à demi éclairées et sur les murs d’immeubles délabrés de Manhattan, cherche à provoquer l'effroi chez les passants. Hambleton travaillait en pleine nuit et ne fut jamais pris en flagrant délit. Sa démarche cherchait à confronter les idées préconçues sur la nature de l’art et les endroits où ce dernier devait être présenté. «Les gens s’attendent à voir l’art en galerie. Le travail que je fais dehors se situe quelque part entre l’art et la vie» a affirmé Hambleton, caractérisant ainsi en quelques mots la posture punk dans les arts visuels.  

## Art post-punk et art spunkt
Les arts visuels post-punk se caractérisent par l’influence du mouvement punk, de son idéologie et de son esthétique sur la démarche artistique. Contraction entre le mot allemand « der Punkt », qui signifie « le point » ou « le moment » et le mot anglais « spunk », qui signifie quant à lui « le cran » ou « la niaque », le mot spunkt porte en son centre son lien avec le mouvement punk. 
Ce néologisme fut forgé à la suite d'un constat : les termes punk et post-punk évoquant un lien intrinsèque à l’univers musical, il est nécessaire de créer un mot désignant spécifiquement les arts plastiques post-punk, d’autant plus que l’expression « art punk » désigne d’ores et déjà un style musical en soi. Ainsi, l'art spunkt fait référence aux arts visuels héritiers des mouvements punk et post-punk au XXIe siècle. À ce titre, « Spunkt repose sur l’affirmation d’une évidence : le punk à influencé l’art actuel».

## Artistes
- Jamie Reid
- Jean-Michel Basquiat
- Linder Sterling
- Gee Vaucher
- Mark Mothersbaugh
- Raymond Pettibon
- Lydia Lunch
- Daniel Richter
- Mark Flood
- Richard Hambleton